# 끼엔장성
끼엔장성(베트남어: Kiên Giang / 省堅江)은 베트남의 옛 지방 자치체로 메콩강 삼각주 유역에 위치한 성이다. 어업과 농업이 발달해 있으며 성도는 락자이다. 면적은 6,352.02 km2이며 인구는 2,462,100(2024)로 도시에 살고 있는 사람들이 22%를 차지한다.
2018년 베트남의 인구로는 11위, 국내총생산(GRDP)은 20위, 1인당 GRDP는 31위, 성장률은 39위였다. 인구 1,810,500명으로, GRDP는 VND 87,2840억 동 (3,790억 8,000만 USD에 상당), 1인당 GRDP는 VND 4,821만 동(2,084 USD에 대응), GRDP 성장률은 7.51%에 달했다.
끼엔장성은 락자의 대부분의 지역과 하띠엔의 모든 지역을 포함한다. 이것은 남서 지역에서 가장 큰 지방이고 빈푹성에 이어 남부에서 두 번째로 큰 지방이다. 그러나 응우옌 왕조 시대에는 오늘날 끼엔장성 일대가 하띠엔성에 속해 있다.
2025년 6월 12일, 끼엔장성은 성이 안장성 편입되었다.

## 지리
끼엔장은 북동쪽으로 안장성과 접해 있으며, 껀터와 허우장성이 동쪽으로, 박리에우성이 남동쪽으로 자리를 잡고 있다. 까마우는 남쪽에 캄보디아 캄포트 주가 서쪽으로 자리를 잡고 있다.

## 행정 구역
끼엔장성은 3개의 시(타인포)와 12개의 현으로 구성되어 있다.

### 시
- 락자시(Rạch Giá / 瀝架)
- 하띠엔시 (Hà Tiên / 河僊)
- 푸꾸옥시 (Phú Quốc / 富國)

### 현
- 안비엔현 (Huyện An Biên / 安邊縣)
- 안민현 (Huyện An Minh / 安明縣)
- 쩌우타인현 (Huyện Châu Thành / 周城縣)
- 종찌엥현 (Huyện Giồng Riềng / 仝萾縣)
- 고꽈오현 (Huyện Gò Quao / 塸槁縣)
- 혼덧현 (Huyện Hòn Đất / 塊坦縣)
- 끼엔하이현 (Huyện Kiên Hải / 堅海縣)
- 끼엔르엉현 (Huyện Kiên Lương / 堅良縣)
- 떤히엡현 (Huyện Tân Hiệp / 新協縣)
- 빈투언현 (Huyện Vĩnh Thuận / 永順縣)
- 우민트엉현 (Huyện U Minh Thượng / 幽明上縣)
- 장타인현 (Huyện Giang Thành, 江城縣)

## 같이 보기
- 메콩강 삼각주